# Joseph Fröbes
Joseph Fröbes, född 26 augusti 1866 i Betzdorf, död 24 mars 1947 i Köln, var en tysk psykolog.
Fröbes blev professor i filosofi vid Ignatiuskollegiet i Valkenburg i Nederländerna 1899. Han utgav bland annat den flitigt använda Lehrbuch der experimentellen Psychologie 1–2 (1917–1920). I Psychologia speculativa in usum scholarum 1–2 (1927) försöker han att skapa en lärobok som kombinerade psykologiskt vetande med romersk-katolsk tro.